# جانت حسیه
جانت ژوزفین هسیه (متولد ۲۰ ژانویه ۱۹۸۰) یک شخصیت تلویزیونی، مدل و نوازنده ویولن تایوانی-آمریکایی ساکن تایپه، تایوان است. او مجری سریال طولانی مدت سرگرمی تایوان از کانال دیسکاوری سفر و لایو است. او یک بار برای جایزه زنگ طلایی تایوان به عنوان بهترین مجری برنامه سفر و یک بار برای بهترین مجری برنامه متنوع برنده شده است.
هسیه در ۲۰ ژانویه ۱۹۸۰ در هیوستون تگزاس به دنیا آمد و در آنجا بزرگ شد. پدرش اهل کائوسیونگ و مادرش اهل تایپه است. او یک خواهر بزرگتر دارد.